# Huargo (Canción de hielo y fuego)
Los lobos huargo o lobos salvajes gozan de gran importancia en la famosa serie de George R. R. Martin Canción de hielo y fuego. Son criaturas con un aspecto similar a una especie de cánidos extintos (Canis dirus, también llamados "lobos gigantes" o "lobos terribles"). Además, el lobo huargo es el blasón de la Casa Stark, una familia noble que desempeña un papel muy importante a lo largo de la saga.

## Papel en la historia
Al principio de la novela, unos pocos miembros de la Casa Stark encuentran una camada de lobos huargo. Los seis cachorros son regalados a los seis hijos de Eddard Stark, Lord gobernante de dicha casa y Señor de Invernalia. Los animales pronto presentarán un papel relevante en el devenir de la historia.
Los lobos huargo de los Stark son:
- Viento Gris, el lobo de Robb Stark, muerto en los sucesos de la Boda Roja.
- Dama, la loba de Sansa Stark, asesinada a manos de Eddard Stark por orden de la reina Cersei. Sophie Turner adoptó junto a su familia a la loba que la interpretó, la llamó Zunni.
- Nymeria, la loba de Arya Stark, liberada por Arya para evitar que fuera capturada.
- Verano, el lobo de Bran Stark, muerto en la serie defendiendo a Bran.
- Peludo, el lobo de Rickon Stark, asesinado en la serie por el pequeño Jon Umber.
- Fantasma, el lobo de Jon Nieve, aún vivo después de la batalla contra el rey de la noche.

## Nota sobre la traducción
El término huargo proviene de warg, palabra tomada del inglés antiguo y que hace referencia a unas criaturas mitológicas con aspecto de lobo gigante. Sin embargo, en la obra original, el término más frecuentemente usado para esos animales no es warg sino Dire Wolf. Esta palabra inglesa se refiere a la especie Canis dirus antes mencionada. Por lo tanto, los huargos de la novela no tienen realmente una relación con los huargos originales, sino que se llaman así por un cambio de traducción. La palabra warg es usada como exageración, degradación o rechazo de estos. También llaman "warg" a las personas que tienen la habilidad de ver por medio de los ojos de otras criaturas.